# Pseudopanurgus zamoranicus
Pseudopanurgus zamoranicus là một loài Hymenoptera trong họ Andrenidae. Loài này được Cockerell mô tả khoa học năm 1949.